# Afroscaphium
Genre
Afroscaphium est un genre de coléoptères de la famille des Staphylinidae et de la sous-famille des Scaphidiinae.

## Liste des espèces
Le genre comprend les espèces suivantes :
- Afroscaphium palpale Löbl, 1989
- Afroscaphium striatulum Löbl, 1989

## Taxinomie
Le genre est décrit en 1989 par l'entomologiste Ivan Löbl.